# Список залізничних станцій і роз'їздів Росії (М)
Список станцій, роз'їздів та зупинних пунктів Російських залізниць
| Код    | Станція                                              | Назва російською                                          | Залізниця          | НОД (НЗрег) | Населений пункт | Рік заснування | Код Експрес-3 | Експ. коди |
| ------ | ---------------------------------------------------- | --------------------------------------------------------- | ------------------ | ----------- | --------------- | -------------- | ------------- | ---------- |
| 183907 | Малоярославець                                       | рос. Малоярославец                                        | Московська         |             | Малоярославець  | 1899           | 2000336       |            |
| 511404 | Марцево                                              | рос. Марцево                                              | Північно-Кавказька |             | Таганрог        | 1869           | 2065160       |            |
| 196004 | Москва-Бутирська (Савеловський вокзал)               | рос. Москва-Бутырская (Савеловский вокзал)                | Московська         |             | Москва          | 1902           | 2000009       |            |
| 060073 | Москва-Пасажирська (Ленінградський вокзал)           | рос. Москва-Пассажирская (Ленинградский вокзал)           | Жовтнева           |             | Москва          | 1849           | 2006004       |            |
| 194013 | Москва-Пасажирська-Казанська (Казанський вокзал)     | рос. Москва-Пассажирская-Казанская (Казанский вокзал)     | Московська         |             | Москва          | 1864           | 2000003       |            |
| 191617 | Москва-Каланчевська                                  | рос. Москва-Каланчевская                                  | Московська         |             | Москва          | 1865           | 2001005       |            |
| 198103 | Москва-Пасажирська-Київська (Київський вокзал)       | рос. Москва-Пассажирская-Киевская (Киевский вокзал)       | Московська         |             | Москва          | 1918           | 2000007       |            |
| 191551 | Москва-Пасажирська-Курська (Курський вокзал)         | рос. Москва-Пассажирская-Курская (Курский вокзал)         | Московська         |             | Москва          | 1896           | 2000001       |            |
| 193519 | Москва-Пасажирська-Павелецька (Павелецький вокзал)   | рос. Москва-Пассажирская-Павелецкая (Павелецкий вокзал)   | Московська         |             | Москва          | 1900           | 2000005       |            |
| 196127 | Москва-Ризька (Ризький вокзал)                       | рос. Москва-Рижская (Рижский вокзал)                      | Московська         |             | Москва          | 1901           | 2000008       |            |
| 198230 | Москва-Пасажирська-Смоленська (Білоруський вокзал)   | рос. Москва-Пассажирская-Смоленская (Белорусский вокзал)  | Московська         |             | Москва          | 1870           | 2000006       |            |
| 195506 | Москва-Пасажирська-Ярославська (Ярославський вокзал) | рос. Москва-Пассажирская-Ярославская (Ярославский вокзал) | Московська         |             | Москва          | 1862           | 2000002       |            |
| 195529 | Маленковська                                         | рос. Маленковская                                         | Московська         |             | Москва          | 1934           | 2001345       |            |
| 237806 | Марк                                                 | рос. Марк                                                 | Московська         |             | Москва          | 1901           | 2002077       |            |
| 060020 | Моссільмаш                                           | рос. Моссельмаш                                           | Московська         |             | Москва          | 1964           | 2005080       |            |
| 195514 | Москва III                                           | рос. Москва III                                           | Московська         |             | Москва          | 1929           | 2000355       |            |
| 060209 | Москва-Товарна                                       | рос. Москва-Товарная                                      | Жовтнева           |             | Москва          | 1958           | 2005480       |            |
| 191509 | Москва-Товарна-Курська                               | рос. Москва-Товарная-Курская                              | Московська         |             | Москва          | 1861           | 2001250       |            |
| 193504 | Москва-Товарна-Павелецька                            | рос. Москва-Товарная-Павелецкая                           | Московська         |             | Москва          | 1900           | 2001825       |            |
| 191640 | Москва-Станколіт                                     | рос. Москва-Станколит                                     | Московська         |             | Москва          | 1964           | 2000746       |            |
| 199411 | Москва-Південний Порт                                | рос. Москва-Южный Порт                                    | Московська         |             | Москва          | 1908           |               |            |